# Németh Angéla (atléta)
Németh Angéla, Ránky Mátyásné (Budapest, 1946. február 18. – Budapest, 2014. augusztus 5.) olimpiai bajnok magyar atléta, gerelyhajító.

## Pályafutása
1961-től a Budapesti Vörös Meteor, 1965-től a TFSE, majd 1968-tól a BEAC atlétája, egyúttal 1959-től a Budapesti Vörös Meteor, majd 1972-től a Budapesti Vasas Izzó kosárlabdázója volt. Kosárlabdában ifjúsági válogatott volt.
Gerelyhajítóként 1965-től 1972-ig szerepelt a magyar válogatottban. Két olimpián vett részt, 1968-ban Mexikóvárosban 60,36 méteres dobásával olimpiai bajnoki címet nyert. 1969-ben, az athéni Európa-bajnokságon ő szerezte meg a magyar női atlétika második – második világháború utáni első – Európa-bajnoki címét. Pályafutása alatt háromszor javította meg a női gerelyhajítás magyar csúcsát, ő az első magyar gerelyhajítónő, aki túldobta a hatvan métert. 1969-ben dobott magyar csúcsát csak 1974-ben tudták megdönteni. 1970-ben gyermekvállalás miatt kihagyott egy évet. 1972-ben a magyar sportolók nevében ő mondhatta az olimpiai eskü szövegét. Az olimpia után sérülése miatt felhagyott a gerelyhajítással. Ezután újra kosárlabdázott.
1968-ban a Testnevelési Főiskolán tanári oklevelet szerzett és visszavonulása után az Eötvös Loránd Tudományegyetem, majd az Állatorvostudományi Egyetem testnevelőtanára, 1990-től a Testnevelési Tanszékének vezetője lett.
1989-től a MOB tagja, a MOB női bizottságának elnöke (1999–?). 1990-től a Nemzeti Testnevelési és Sporttanács tagja. 1993-tól a Magyar Olimpiai Bajnokok klubjának elnökségi tagja.
Hatvannyolc éves korában, súlyos betegség következtében hunyt el 2014. augusztus 5-én.

## Sporteredményei
- olimpiai bajnok (1968)
- Európa-bajnok (1969)
- Európa-bajnoki 4. helyezett (1971)
- Universiade 4. helyezett (1965)
- ötszörös magyar bajnok (egyéni: 1968, 1969, 1971; csapat: 1965, 1967)

## Rekordjai
- 52,26 m (1965, Budapest) ifjúsági magyar csúcs
- 60,20 m (1968. június) magyar csúcs
- 60,36 m (1968, Mexikóváros) magyar csúcs
- 60,58 m (1969. június 28.) magyar csúcs

## Díjai, elismerései
- Az év magyar atlétája (1968, 1969)
- Az év magyar sportolónője (1968)
- MOB Nők sportjáért életműdíj (2002)
- Budapest díszpolgára (2012)

## Emlékezete
- Emléktáblája álla Szent István Egyetem Állatorvos-tudományi Karán (2016)[4]